# Jessica Fintzen

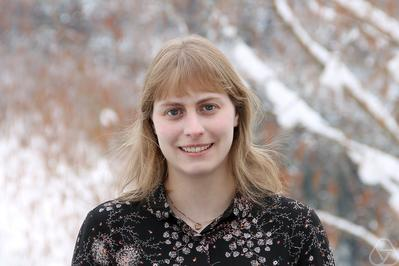
Jessica Fintzen MFO 2016

Jessica Fintzen (* 1989) ist eine deutsche Mathematikerin, die auf den Gebieten der Zahlentheorie und Darstellungstheorie arbeitet.

## Leben
Fintzen war 2008 mit ihrer Gruppe Bundessieger bei Jugend forscht im Fachgebiet Mathematik/Informatik und gewann sowohl bei der 49.  internationalen Mathematik-Olympiade in Madrid und der 39. internationalen Physikolympiade in Hanoi jeweils eine Bronzemedaille.
Nach dem Abitur am Elsensee-Gymnasium in Quickborn 2008 und Bachelorabschlüssen in Mathematik und Physik an der Jacobs University Bremen im Juni 2011, erwarb Fintzen ihren PhD in Mathematik bei Benedict Gross an der Harvard University im Mai 2016 (On the Moy-Prasad filtration and stable vectors).
Anschließend war Fintzen zunächst Assistant Professor an der University of Michigan (2016–2020) bzw. der Duke University (2020–2021), bevor sie 2022 Professorin an der Duke University wurde. Während der Postdoc Zeit war Fintzen außerdem am Institute for Advanced Study (2017–2018 als Member, 2020–2021 als Remote Member) und an der University of Cambridge (2016–2022 als Title A Fellow am Trinity College, 2020–2022 als Royal Society University Research Fellow und Lecturer). Seit 2022 ist Fintzen Professorin an der Universität Bonn.
Fintzen arbeitet hauptsächlich zu p-adischen Gruppen und zum Langlands-Programm. Als Bausteine der Darstellungstheorie reduktiver Gruppen über p-adischen Körpern werden sogenannte superkuspidale Darstellungen angesehen. Fintzen bewies, dass eine auf J.-K. Yu zurückgehende Konstruktion superkuspidaler Darstellungen mittels Bruhat-Tits-Theorie bereits alle superkuspidalen Darstellungen liefert.
2024 erhielt sie den EMS-Preis für "transformative work on the representation theory of p-adic groups, in particular for her spectacular proof that Yu’s construction of supercuspidal representations is exhaustive" (transformative Arbeit über die Darstellungstheorie p-adischer Gruppen, insbesondere ihr spektakulärer Beweis, dass Yu’s Konstruktion superkuspidaler Darstellungen bereits alle solcher Darstellungen gibt).

## Auszeichnungen
- 2018 Friedrich Hirzebruch-Promotionspreis der Studienstiftung des deutschen Volkes
- 2021–2023 Sloan Research Fellowship
- 2022 Whitehead-Preis der London Mathematical Society
- 2024 Colepreis in Algebra
- 2024 EMS-Preis[10]

## Schriften (Auswahl)
- On the construction of tame supercuspidal representations. Compos. Math. 157, No. 12, 2733–2746 (2021), doi:10.1112/S0010437X21007636.
- Types for tame {\displaystyle p}-adic groups. Ann. Math. (2) 193, No. 1, 303–346 (2021), doi:10.4007/ANNALS.2021.193.1.4.
- mit T. Kaletha, L. Spicen: A twisted Yu construction, Harish-Chandra characters, and endoscopy. Duke Math. J. 172, No. 12, 2241–2301 (2023), doi:10.48550/arXiv.2106.09120.